# ジェイコム東京北
株式会社ジェイコム東京北（ジェイコムとうきょうきた）は、かつて東京都北区に本社を置き、放送法の規定する一般放送（有線一般放送）に基づく有線テレビジョン放送（ケーブルテレビ）1局（1施設）を運営し、放送（テレビ、ラジオ）、通信（インターネット、IP電話）を業務していた、株式会社ジュピターテレコム（J:COM）の連結子会社であった。会社および局呼称は「J:COM 東京北」。

## 沿革
- 1990年（平成2年）
  - 8月2日
    - 「北ケーブルネットワーク株式会社」として設立[注 1]。
- 1995年（平成7年）
  - 3月
    - 資本金8億円に増資。

  - 9月8日
    - 有線テレビジョン放送施設設置許可取得。
- 1996年（平成8年）
  - 8月
    - 資本金14億円に増資

  - 10月1日
    - 第1期工区開局[注 2]。
- 1997年（平成9年）
  - 4月1日
    - 第2期工区開局[注 3]。

  - 10月1日
    - 第3期工区開局[注 4][注 5]。

  - 10月
    - 資本金20億円に増資。
- 1999年（平成11年）
  - 1月27日
    - 第一種電気通信事業許可取得。

  - 6月1日
    - インターネット接続サービス開始。
- 2007年（平成19年）
  - 10月1日
    - 専用受信端末を用いた『緊急地震速報』を開始。
- 2008年（平成20年）
  - 3月31日
    - 主要株主のアイ・ティー・エックス株式会社が、ジャパンケーブルネット株式会社に保有する株式を譲渡。JCNの関連会社となる。

  - 8月11日
    - プライマリ電話サービス「ケーブルプラス電話」開始。
- 2010年（平成22年）
  - 7月31日
    - アナログ多チャンネル放送サービス終了。
- 2011年（平成23年）
  - 1月1日
    - 『北9チャンネル』の名称を『11北チャンネル』に変更。

  - 5月10日
    - 地上放送の暫定的「デジアナ変換」を提供開始。

  - 9月2日
    - 地デジコミュニティチャンネルで「デジタル録画コピー制御」を運用開始。
- 2012年（平成24年）
  - 9月28日
    - 地元株主61名のうち56名が、ジャパンケーブルネット株式会社に保有する株式の全部または一部を譲渡。JCNグループに参画。

  - 10月1日
    - 呼称を「JCN北」に変更。
- 2013年（平成25年）
  - 7月1日 
    - 商号を「株式会社JCN北ケーブル」に変更。
- 2014年（平成26年）
  - 3月18日
    - 『11北チャンネル』をハイビジョン化。
    - 新しいコミュニティチャンネル『にっぽんケーブルチャンネル』を放送開始。

  - 4月1日
    - 親会社のジャパンケーブルネット株式会社が株式会社ジュピターテレコムに吸収合併されたことに伴い、株式会社ジュピターテレコムの連結子会社となる[1]。

  - 6月1日
    - 呼称を「J:COM 東京北」に変更[2]。
    - 『11北チャンネル』の名称を『J:COMチャンネル東京北』に変更。
    - 「JCN」ブランドを廃止。
    - 「にっぽんケーブルチャンネル」（JCN）を「J:COMテレビ」（J：COM）に統合[3]。

  - 7月1日
    - 商号を「株式会社ジェイコム東京北」に変更[2]。
- 2015年（平成27年）
  - 3月19日
    - 地上放送の暫定的「デジアナ変換」を終了。

  - 5月31日
    - 「ケーブルプラス電話」を終了。

  - 6月1日
    - 『J:COM PHONE プラス』を提供開始。

  - 6月15日
    - J:COM統一サービス名称として『J:COM TV』、『J:COM NET』および『J:COM PHONE』を制定し展開。
    - J:COMサービスラインナップ導入。
    - 『J:COM 緊急地震速報』を提供開始。
    - 『J:COM WiMAX 2+』を提供開始。

  - 6月16日
    - 『J:COM NET』および『北Qネット』のインターネットサービスプロバイダーを『ZAQ』に変更。

  - 6月30日
    - 『J:COMオンデマンド』を提供開始。
- 2016年（平成28年）
  - 8月31日
    - 緊急地震速報サービスのうち、「3Soft社製 緊急地震速報端末（CATV Catfish）」を使用した『緊急地震速報』がサービスを終了（利用者は機器交換工事を実施の上、『J:COM緊急地震速報』にサービス変更）。
- 2018年（平成30年）
  - 7月1日
    - 株式会社ジェイコム東京に吸収合併され、会社解散[4]。

## 事業所
本社・事務所
- 本社
  - 東京都北区王子1丁目13番14号 朝日生命王子ビル
- 東京北営業事務所
  - 東京都北区王子1丁目13番14号 朝日生命王子ビル（本社内）

## 提供区域内自治体
- 東京都
  - 北区

## 業務内容
基本サービス
1. ケーブルテレビサービス
  1. J:COM TV[注 6]
  2. 双方向機能（STBインターネット接続サービス）
  3. インタラクTV（STBテレビ向け情報サービス）
  4. ナビシェル（STB向けご案内画面サービス）
  5. J:COMオンデマンド（VODサービス）
  6. リモート録画予約（番組録画予約）
2. インターネット接続サービス
  1. J:COM NET
  2. ZAQ（インターネットサービスプロバイダ）
  3. J:COM WiMAX 2+[注 7]（WiMAXサービス）
3. プライマリ電話サービス
  1. J:COM PHONEプラス[注 8]

付加サービス
- ジェイコム マガジン（番組ガイド誌）
- J:COMチャンネル番組ガイド（地域情報誌）
- J:COMチャンネル東京北（第一コミュニティチャンネル）
- J:COMテレビ（第二コミュニティチャンネル）
- J:COM 緊急地震速報（高度利用者向け地震速報）

### J:COM TV

#### テレビ
- 地上波テレビ放送のアナログ方式は、2015年（平成27年）3月19日まで「デジアナ変換」による再送信を実施していた。
- 表中、「配信方式」欄の『部類』に関しては下記を参照。
  - 「PT」はパススルー方式。
  - 「TM」はトランスモジュレーション方式。
- 表中、『記号』に関しては下記を参照。
  - 「●」は視聴可能。
  - 「×」は視聴不可。
  - 「?」は不明。

- 2018年（平成30年）6月30日時点。

| リ モ コ ン キ \| ID | 放送局                | デジタル        | デジタル | デジタル | 備考 |
| リ モ コ ン キ \| ID | 放送局                | 三桁 チャンネル | 配信方式 | 配信方式 | 備考 |
| リ モ コ ン キ \| ID | 放送局                | 三桁 チャンネル | PT       | TM       | 備考 |
| -------------------- | --------------------- | --------------- | -------- | -------- | ---- |
| 1                    | NHK総合・東京         | 011 012         | ●        | ●        |      |
| 2                    | NHKEテレ東京          | 021 022 023     | ●        | ●        |      |
| 3                    | テレ玉                | 031 032 033     | ●        | ●        |      |
| 3                    | チバテレビ            | 031 032         | ●        | ●        |      |
| 3                    | tvk                   | 031 032 033     | ●        | ●        |      |
| 4                    | 日本テレビ            | 041 042         | ●        | ●        |      |
| 5                    | テレビ朝日            | 051 052 053     | ●        | ●        |      |
| 6                    | TBS                   | 061 062         | ●        | ●        |      |
| 7                    | テレビ東京            | 071 072 073     | ●        | ●        |      |
| 8                    | フジテレビジョン      | 081 082 083     | ●        | ●        |      |
| 9                    | TOKYO MX              | 091 092         | ●        | ●        |      |
| 10                   | J:COMテレビ           | 101 102         | ●        | ×        |      |
| 11                   | J:COMチャンネル東京北 | 111 112         | ●        | ●        |      |
| 12                   | 放送大学              | 121 122 123     | ●        | ×        |      |

#### ラジオ
- 2018年（平成30年）6月30日現在。

| MHz  | 放送局      |
| ---- | ----------- |
| 76.1 | InterFM     |
| 76.5 | 放送大学    |
| 77.5 | bayfm       |
| 79.1 | NACK5       |
| 80.4 | TOKYO FM    |
| 81.6 | Fm yokohama |
| 83.2 | J-WAVE      |
| 83.8 | NHK東京-FM  |